# Hunainath
Hunainath (en népalais : हुनैनाथ) est un comité de développement villageois du Népal situé dans le district de Darchula. Au recensement de 2011, il comptait 1 672 habitants.